# Amtsgebäude Vorgartenstraße

Erzherzog Albrecht-Infanteriekaserne

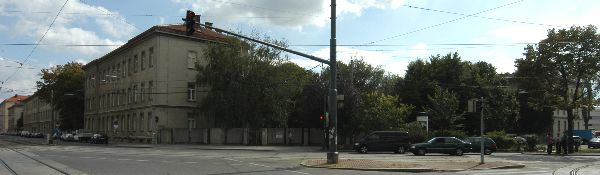
„Erzherzog-Albrecht-Kaserne in Wien-Leopoldstadt“

Das Amtsgebäude Vorgartenstraße (ursprünglich Erzherzog-Albrecht-Kaserne) ist eine Kaserne im 2. Wiener Gemeindebezirk, Leopoldstadt, in der Vorgartenstraße 225. Sie trug ihren früheren Namen nach Feldmarschall Erzherzog Albrecht von Österreich-Teschen (1817–1895). 1991 wurde sie auf ihren heutigen Namen umbenannt.
Die nach der Kasernentransaktion von 1894 bis 1896 erbaute und bereits mit elektrischer Beleuchtung (über 400 Glühlampen) ausgestattete Infanteriekaserne wurde ab September 1896 mit Mannschaften belegt.
Sie und die (von der Ausstellungsstraße aus gesehen) gegenüberliegende Erzherzog-Wilhelm-Kaserne, die zur gleichen Zeit errichtet wurde, wurden oft als „Praterkasernen“ bezeichnet. Die von der Alser Kaserne hierher verlegten Bosniaken nannten die Kaserne wegen ihrer Lage zur Ausstellungsstraße „Halb-Rechts-Kaserne“. Für die bosnisch-herzegowinischen Soldaten hatte man auch einen islamischen Gebetsraum eingerichtet.
Nach dem Ersten Weltkrieg zog hier das Bundesheer ein, 1938 die deutsche Wehrmacht und 1945 die Rote Armee (der 2. Bezirk zählte zum sowjetischen Sektor Wiens). 1955 übernahm wieder das österreichische Bundesheer das durch Bombenangriffe teilweise zerstörte Bauwerk, das nur zum Teil wieder aufgebaut wurde. 1979 wurde hier ein Gebäude für die Musterung (Stellungskommission) von Stellungspflichtigen des Bundesheeres aus Wien und Teilen des nördlichen Burgenlands errichtet. Mit Ende Jänner 2024 übersiedelte die Stellungskommission in die Van-Swieten-Kaserne.
Die Erzherzog-Wilhelm-Kaserne wurde 2005 endgültig aufgegeben; das Amtsgebäude Vorgartenstraße besteht bis heute. Es ist nun der neu gestalteten, 2004 eröffneten Messe Wien und der 2008 hierher verlängerten U-Bahn-Linie U2 benachbart, die ihm an der Südseite der Vorgartenstraße gegenüberliegen. Nach Fertigstellung eines Neubaus im Innenhof der Rossauer Kaserne soll das Amtsgebäude Vorgartenstraße verkauft werden.

## Geplante Nutzung
Im Oktober 2022 wurde bekannt, dass die Landespolizeidirektion Wien in einen Neubau am Gelände des Amtsgebäudes Vorgartenstraße, von ihrem bisherigen Standort am Schottenring übersiedeln wird. Mit dem Bau soll im Jahr 2025 begonnen werden.